# Willem van Zuylen van Nijevelt
Willem van Zuylen van Nijevelt (? - 1543), zoon van Frederik van Zuylen van Nijevelt en van Stephana de Gruijter, heer van Bergambacht, Aertsbergen en Ammers, heer van Darthuizen, was mogelijk de dichter van de Souterliedekens. Volgens sommigen schreef hij ook in 1531 de Fonteyne des Levens.
Hij was afkomstig uit Utrecht en trouwde in 1532 met Agnes Foeyt.

## Toegeschreven werken
- De fonteyne des levens (1533) - anoniem, troostende bijbelteksten op basis van de Bijbeluitgave van Willem Vorsterman
- Fons vitae (1533) - idem, maar dan op basis van de Vulgaat
- Souterliedekens (1540) - ofwel als dichter of als verzamelaar ervan, berijmde psalmen en cantica die tot ver in de 19e eeuw werden gezongen

De eerste beide werken kwamen al spoedig op de Index librorum prohibitorum (lijst met verboden werken).